# Pure Chess
Pure Chess — шахматная компьютерная игра, разработанная компанией VooFoo Studios для игровых консолей PlayStation Vita и PlayStation 3 и выпущенная в сети PlayStation Network в 2012 году.

## Режимы

### Турнир
В игре представлены три турнира: для новичков, для кандидатов и для мастеров. Каждый из турниров содержит четыре партии. Для того, чтобы закончить турнир, необходимо выиграть каждую из четырёх партий, при проигрыше или пате турнир заканчивается поражением.

### Мат вXходов
В игре представлены пять наборов мини-игр, задача которых поставить мат в определенное количество ходов: мат в один, в два, в три, в четыре и мат в пять ходов.

### Показательные выступления
В режиме показательных выступлений (англ. exhibition игрок сам выставляет данные игры: оформление фигур и заднего вида, игру с компьютером, либо с человеком (на одной консоли), уровень сложности компьютера и возможность отмены ходов.

### Игра по почте
Разработчики ввели в игру возможность мультиплеера. Игроки входят в одну комнату ожидания. Суть игры по почте в том, чтобы после каждого хода и отправить сообщение оппоненту о том, что сделан определенный ход. После этого оппонент делает свой ход и отправляет ответное сообщение.

## DLC

DLC «Forest Pack». Фигурки «Остров Льюиса» и задний вид «Лес».

С самого начала для игры доступны три набора шахмат и три набора заднего вида. Однако разработчики выпустили ещё три дополнительных контента, которые содержат наборы новых фигур и заднего вида. Однако, новые фигуры и задний вид «привязаны» друг к другу. Так, фигурами Острова Льюис из комплекта «Forest Pack» можно играть только в лесу. Каждый набор может быть куплен за 70 руб. (1.99 $) в PSN, либо за 7000 внутриигровых очков Pure Chess.

## Приём

### Коммерческие показатели
Pure Chess заняла 11 место в списке самых продаваемых игр июня для PlayStation Network и 4 место в списке самых продаваемых игр июня на PS Vita (список был опубликован в IGN в 2012 году).

### Мнения экспертов
| Сводный рейтинг    | Сводный рейтинг              |
| Агрегатор          | Оценка                       |
| ------------------ | ---------------------------- |
| GameRankings       | 61,67 %                      |
| Metacritic         | 63/100 (Vita) 61/100 (Wii U) |
| Иноязычные издания |                              |
| Издание            | Оценка                       |
| IGN                | 5,5/10                       |
| Pocket Gamer       | 7/10                         |

В IGN остались довольны однопользовательским режимом Pure Chess. Тем не менее, авторы обзоров сочли многопользовательскую онлайн-игру разочаровывающей.